# 예루살렘 공방전 (70년)
서기 70년의 예루살렘 공방전은 제1차 유대-로마 전쟁의 중요 사건 중 하나이며, 로마군이 예루살렘을 점령하고 도시와 예루살렘의 신전을 파괴했다. 미래의 로마 황제 티투스와 더불어 그의 부지휘관 티베리우스 율리우스 알렉산데르가 지휘하는 로마군은 예루살렘을 포위 및 정복하며, 유다이아 임시 정부가 예루살렘에 세워지던 때인, 봉기가 일어난 66년 이래로 계속된 유다이아의 반란 세력들을 통제해냈다.
예루살렘 공방전은 A.D. 70년 4월 14일에 시작됐으며, 그 해의 유월절이 시작되기 3일 전이었다. 공방전은 석달 간 계속됐고, 제2성전의 화재 및 파괴와 함께, 티샤 베아브 때인 서기 70년 8월에 끝이 났다. 그 후에 로마군은 하도에 진입하여 약탈을 벌였다. 로마의 예루살렘 약탈을 기념하는 티투스 개선문은 여전히 로마에 존재한다. 예루살렘 정복은 대략적으로 기원전 9월 8일에 완료된다.
요세푸스는 공방전을 베스파시아누스 제위 2년째라고 했는데, 이는 서력기원 70년에 해당한다.

## 공방전
로마군의 공성 시도를 몰아내는 데 초기에 성공을 거뒀음에도, 열심당은 자기네들끼리 다투었고, 이들은 적절한 지도력이 부족하여, 이에 따른 형편없는 규율과 훈련, 전투 준비를 야기했다. 한때 이들은 식량 비축품을 파괴했는데, 로마군을 격퇴하는 데에 필수적이라 가정하여, 포위당한 유대인들을 위해 신의 자비로운 개입을 바라거나, 전략상 방어자들을 더욱 필사적이도록 하기 위해서 이러한 과감한 조치가 행해졌다고 생각된다.
티투스는 유월절이 시작되기 며칠 전인 4월 14일에 서쪽에서 세 개의 군단 (마케도니카 제5군단, 풀미나타 제12군단, 아폴리나리스 제15군단) 그리고 동쪽에서 올리브산에 있던 네 번째 군단 (프레텐시스 제10군단)으로 예루살렘을 둘러싸며, 포위를 시작했다. 요세푸스의 《유대 전쟁사》에서 6:42의 내용이 티투스의 포위를 가리킨다면, 해당 문헌의 해석에 대한 어려움이 있다하더라도, 요세푸스에 의하면 이 당시에 예루살렘은 유월절을 기념하러 왔던 많은 사람들로 가득했다.
예루살렘 포위 공격은 자파 문 북쪽인, 세 번째 성벽의 서쪽에서 시작됐다. 5월쯤에 세 번째 성벽이 돌파당하고 두 번째 성벽도 함락되어, 수비대가 통제하는 성전과 하도, 상도 지역만을 남겨두었다. 유대인 측은 두 개의 세력으로 나뉘어 있었는데, 기스칼라의 요한이 이끄는 집단이 성전의 앞마당에 해자를 구축한 다른 세력의 지도자인 엘레아자르 벤 시몬을 살해했다. 기스칼라의 요한과 시몬 바르 기오라 간의 적대심은 로마의 공성무기 기술자들이 성곽을 세우기 시작하고 나서야 숨겨졌다. 이때 티투스는 더 효율적으로 예루살렘의 인구를 굶어 죽이기 위해 도시를 둘러싸는 성벽을 지었다. 안토니아 요새의 성벽을 무너트리거나 돌파하려는 몇 차례 시도가 실패한 후, 로마군은 마침내 비장의 공격을 시작했다.
로마군이 안토니아 요새에 도달했을 때, 이들은 안토니아 요새를 지키는 성벽을 파괴하고자 했다. 그들은 네 개의 바위를 제거했을 뿐이지만, 야간에 성벽이 무너져 내렸다. "요한은 그 이전에 그의 전략을 사용했었고, 그들의 성벽에 땅굴을 팠고, 그것으로 기반이 무너져내려, 성벽이 갑작스럽게 무너져내렸다." (v. 28)

티투스는 성전의 마당 옆인 북서쪽 구석, 북쪽 그리고 서쪽에 토벽을 쌓았다. (v. 150).

유대인들은 그때 올리브산 인근 동쪽에서 로마군을 공격했다. 티투스는 가까스로 그들을 계곡으로 몰아냈다. 열심당은 북서쪽 콜로네이드에 불을 질렀다 (v. 165). 로마군은 그다음에 불을 질렀다. 유대인들은 콜로네이드가 불타길 바랐다 (v. 166).
유대인들은 로마군이 성벽을 오르고 싶을 때 또한 덫을 놓기도 했다. 로마군들이 덫에 빠졌을 때, 그들은 성벽 아래에 목제에 불을 붙였다. (v.178-183). 한편 도심에선, 유대인들은 굶주렸고 일부는 자기 자식들을 잡아 먹었다 (v. 206-212) "... 그녀는 자기 아들을 죽인 뒤에, 구운 다음에 절반을 먹고, 나머지 절반은 숨겨두었다."

유대인 연합군이 많은 로마 병사들을 죽이자, 티투스는 방어자들과 협상을 위해 유대인 역사가 요세푸스를 보냈으나, 이 시도는 화살로 요세푸스를 부상입힌 것으로 끝이 났고, 다음 공격이 얼마 안되어 시작됐다. 티투스는 이 갑작스러운 공격으로 잡힐 뻔했지만 탈출했다.
예루살렘 성전 지역을 내려다보는 안토니아 요새는 신전을 공격하려는 시점에서 완벽한 위치를 제공했다. 충차는 거의 효과를 내지는 못했지만, 교전 그 자체에서 마침내 성벽에 불을 붙였는데, 한 로마 병사가 성전의 성벽 중 한 곳으로 불 붙은 막대기를 던졌다. 성전의 파괴는 티투스의 목적이 아니었는데, 이는 단순히 몇 십 년 전에 헤로데 대왕이 막대한 증축을 한 것이 주요 이유인 것으로 보인다. 티투스는 성전을 차지하여 로마 황제와 로마 신들에게 헌정된 신전으로 변모시키고 싶었다. 그러나 그 불은 순식간에 퍼져 걷잡을 수가 없었다. 성전은 70년 8월인 티샤 베아브 9/10일에 점령되어 파괴되었고, 불길은 예루살렘의 거주 지구로 퍼졌다. 요세푸스는 그때의 장면을 다음처럼 묘사했다:
로마 군단들이 달려들 때, 설득이나 위협도 그들의 성급함을 억제할 수 없었고 분노만이 통제할 뿐이었다. 출구 주변의 군중들 다수가 다함께 자신들의 친구들에게 짓밟혔고, 많은 이들이 여전히 뜨겁고 연기나는 콜로네이드의 폐허 속으로 떨어졌고 패잔병들만큼이나 비참하게 죽었다. 로마군들은 성소에 접근하자, 그들은 심지어 카이사르의 명령을 들으려 하지 않았고 불 붙은 나무 토막들을 더 발사할 것을 재촉했다. 유대인 유격대들은 더 이상 도울 만한 위치가 아니었고, 모든 곳들에서 살육과 도주가 일어났다. 피해자들의 대다수는 평화로운 시민들과 약자들, 비무장인원들이었고, 그들이 붙잡힌 어디에서든 살육을 당했다. 제단 주위의 시체 더미는 쌓이고 더욱 쌓이는 한편, 성소의 계단 아래로 피의 강물이 쏟아져내리고 꼭대기에서 살해당한 자의 시체가 바닥으로 미끄러져 내려갔다.

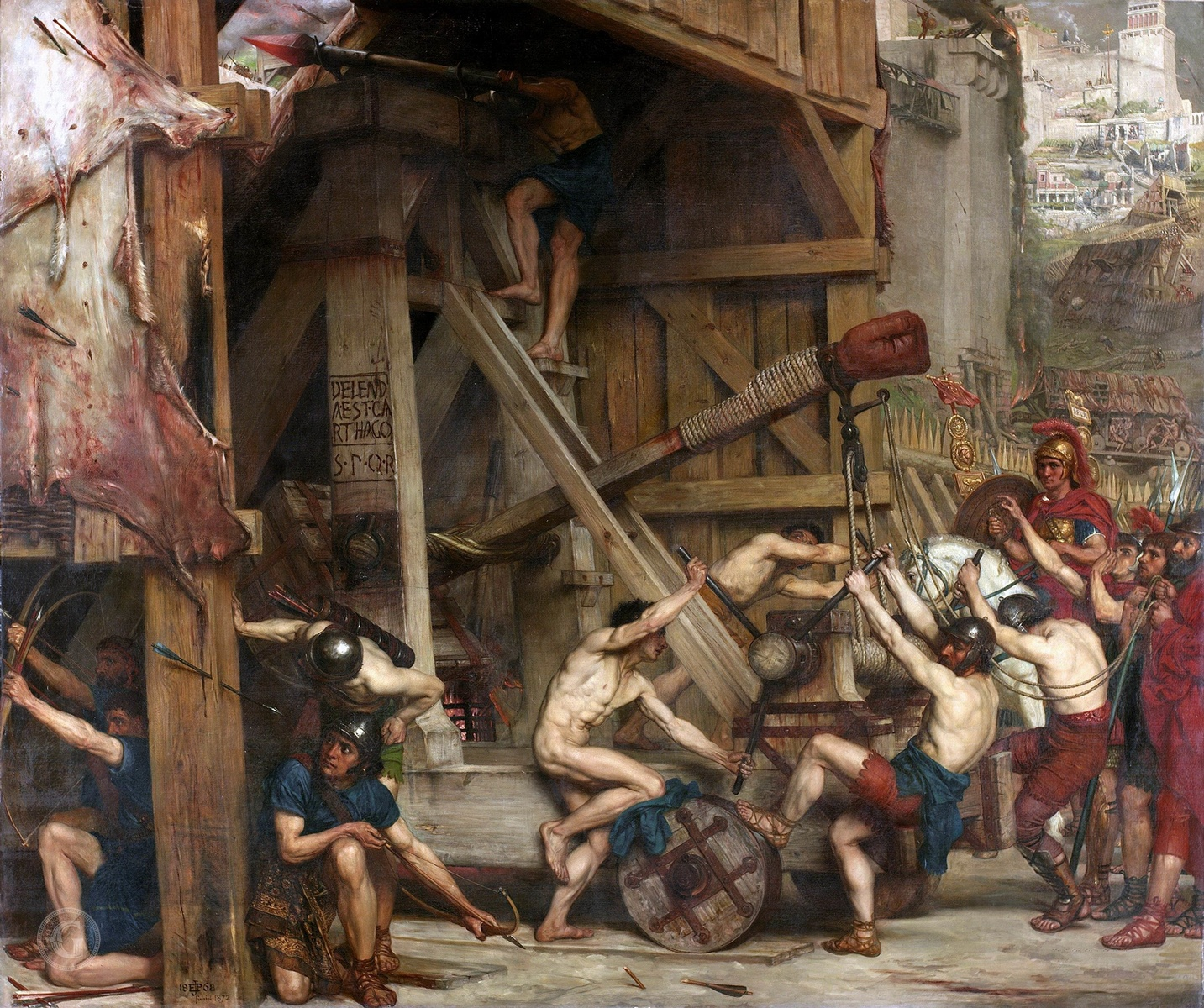
에드워드 포인터 (1868년)의 카타풀타. 이것과 같은 공성 무기들이 공방전 동안에 로마군들에게 사용됐다.

요세푸스의 서술은 티투스의 예루살렘 성전의 파괴에 대한 비난을 피하게 하였는데, 이는 플라비우스 왕조의 호의를 얻기 위한 그의 의지가 단순히 반영된 것일 것이다
로마 군단은 신속하게 남아있는 유대인 저항군들을 격파했다. 남은 유대인 저항군의 일부는 숨겨진 터널과 송수로를 통해 달아났고, 그동안에 다른 이들은 상도에서 최후의 저항을 했다. 이 저항은 남아있는 유대인들을 공격하기 위한 공성탑을 지어야함에 따라, 로마군의 진격을 멈추었다. 헤로드의 궁전은 9월 7일에 함락되며, 9월 8일에 예루살렘은 완전히 로마의 통제하에 떨어졌다. 로마군은 예루살렘에서 탈출한 이들을 계속해서 추격했다.

## 예루살렘 파괴

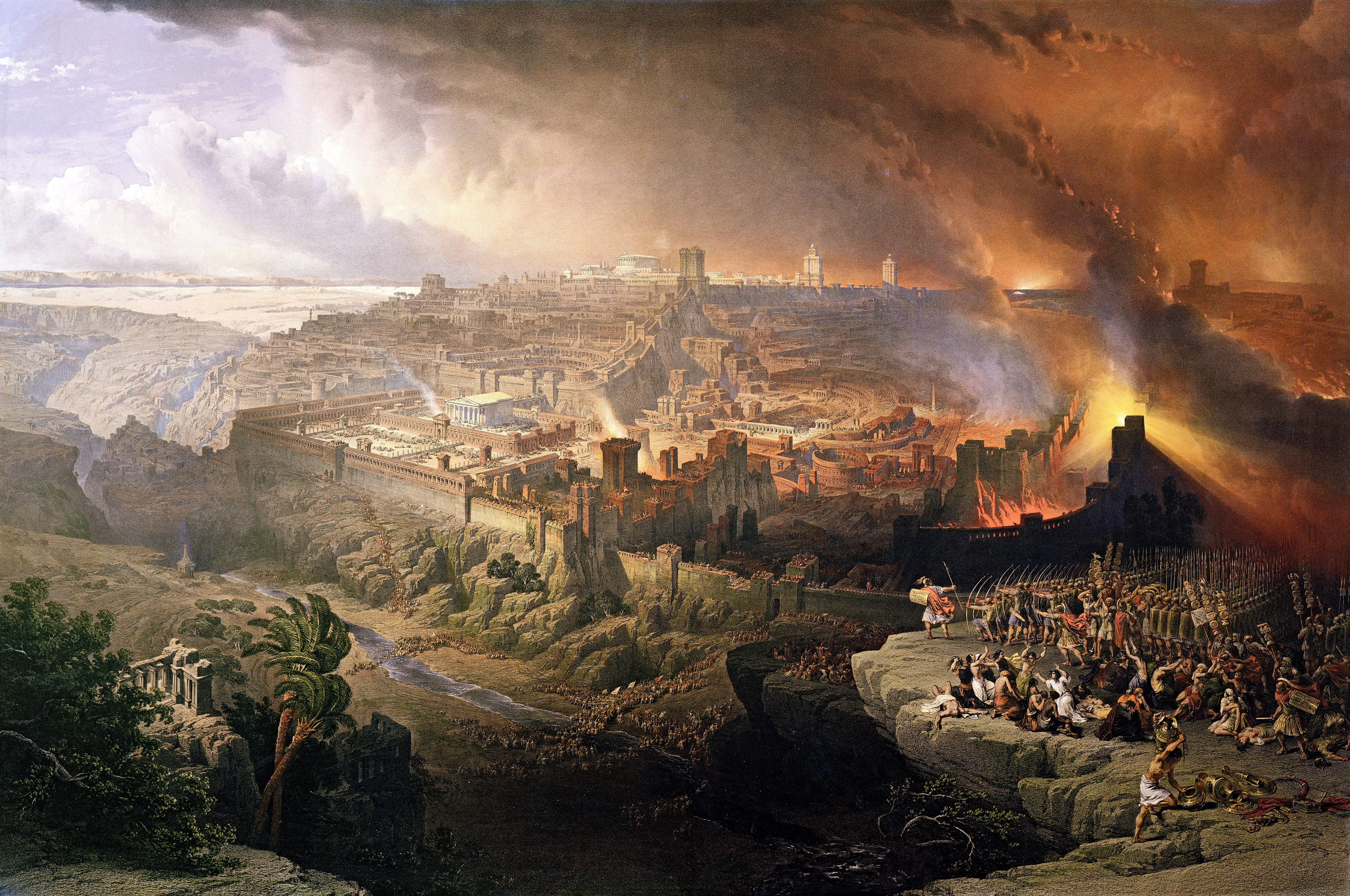
데이비드 로버트의 예루살렘 공방전과 파괴 (1850년 작).

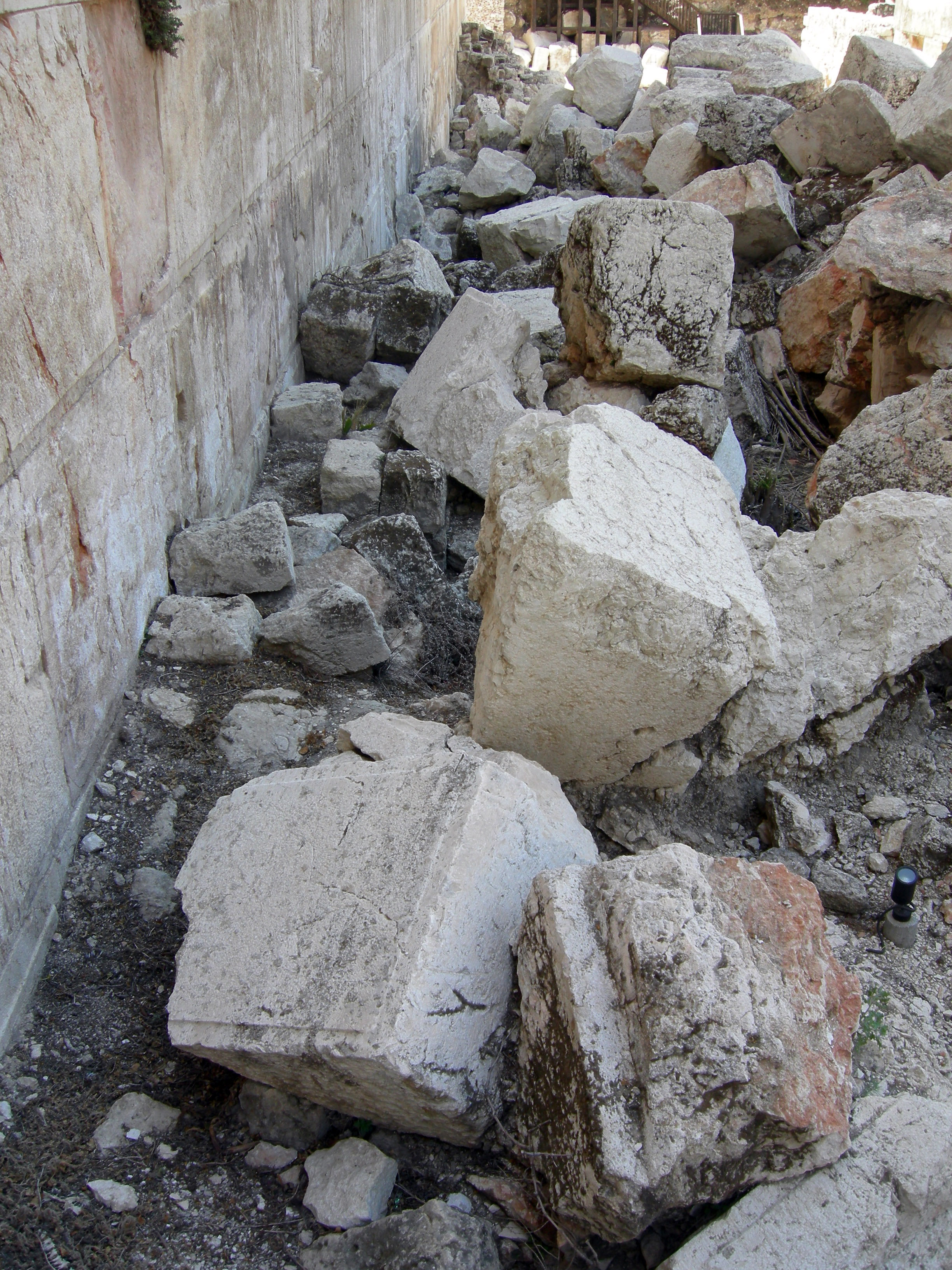
로마군이 예루살렘의 거리로 발사한 성전산의 통곡의 벽에서 나온 돌무더기.

요세푸스의 저술은 티투스가 다른 이들과 상의를 한 뒤에, 500년 된 예루살렘 성전을 보존하라고 명령하는 등, 접근하는 방식에서 티투스를 온화적으로 묘사했다. 요세푸스에 따르면, 유대인들이 로마군의 진격을 막기 위해서 성전의 입구에 불을 처음 사용한 것이라고 한다. 그 뒤에서야 로마 병사들이 성전과 인접한 공동 주택에 불을 붙였고, 유대인들이 나중에 더욱 악화시킨 대화재를 일으켰다.
요세푸스는 로마군을 위한 중재자 역할을 했었고, 협상이 실패하자, 공방전과 그 여파를 목격했다. 그는 그 과정을 다음과 같이 썼다:
현재 로마군에겐 더 이상 죽이거나 약탈할 사람들이 없었는데, 이들의 분노의 대상이 될만한 것들이 남는 게 없었기 때문이었다 (그럴 만한 대상이 있었다만, 그들은 그 어느 것도 남겨두지 않았을 것이다), [티투스] 카이사르는 도시 전체와 성전을 파괴해야만 한다고 명령을 내렸지만, 탑들은 뛰어나기에 많은 것들을 남겨두라 하였고, 여기에는 파사일루스 (Phasaelus), 히피쿠스 (Hippicus), 마리암네 (Mariamne), 상당한 성벽이 서쪽에서 도시를 둘러쌌던 상당한 성벽 등이 있었다. 이 성벽은 상도에 있는 로마 수비대가 있을 주둔지를 확보하기 위해서 보존되었고, 탑들 [세 개의 요새] 역시도 자손들에게 로마의 용맹함이 정복한 이 도시가 어떤 도시였는지, 그리고 얼마나 잘 요새화되었는지를 보여주기 위해 보존되었지만, [예루살렘을 둘러싸던] 그 성벽의 남은 것을 제외하고는, 로마군이 심지어는 기초까지 파내며, 철저히 무너져서 이곳이 [예루살렘]이 사람이 살았던 곳이라는 걸 믿게 하는 것들이 남지 않았다. 이것이 혁신적이던 이들의 광기에 의한, 대단히 장엄하며 모든 인류에 있어 위대했던 도시, 예루살렘의 종말이었다.
 그리고 진실로, 그 광경 자체는 슬픈 것이었다. 나무들과 아름다운 정원들로 꾸며졌던 장소들은 지금은 어딜가든 황폐해졌고, 나무들은 베였다. 그리고 또한 유다이아와 그 도시의 가장 아름다운 교외를 과거에 보았고 지금은 사막으로서 모습을 본 그 어떤 외국인들도 그런 큰 변화에 한탄하고 슬퍼하지 않을 수 없었다. 전쟁으로 아름다움의 모든 흔적들이 완전히 사라졌기 때문이다. 그리고 또한 이전의 이곳을 알았고, 현재의 이곳을 갑작스럽게 방문한 누구라도 이곳을 다시 알지 못했을 것이다. 그가 그 도시에 있음에도, 그 도시에 대해서 물어볼 것이다.
요세푸스는 공방전 동안에 110만 명이 사망했고, 피해자의 대부분이 유대인들이라고 주장한다. 요세푸스는 이 피해를 유월절 행사 때문으로 보았으며, 사망자 중에 막대한 수의 참가자들을 그 증거로 사용한다. 무장한 반군뿐만 아니라 연약한 시민들도 사형에 처해졌다. 예루살렘의 남은 모든 시민들은 로마군의 포로가 되었다. 로마군이 시몬 바르 기오라와 기스칼라의 요한을 포함한 무장한 인원들과 나이 든 인원들을 죽인 후, 97,000명이 노예가 됐다. 시몬 바르 기오라는 처형당했고, 기스칼라의 요한은 종신형에 처했다. 97,000명 중에 몇 천 명은 강제로 검투사가 되어 결국엔 투기장에서 사라졌다. 다른 많은 이들은 평화의 포룸과 콜로세움 건설에 동원되었다. 17세 이하의 인원들은 노예로 팔렸다. 요세푸스의 사망자 수 가정은 세스 슈워츠 (1984)의 측정에 따르면, 당시 팔레스타인에 대략 100만 명이 거주했고 그중에 절반이 유대인이며, 유대 지역에 심각한 영향이 있었음에도, 전쟁 이후에 팔레스타인에 상당한 유대인들이 있었으므로, 그 수치가 불가능하다며 반박되었다. 티투스와 그의 병사들은 로마로 복귀했을 때 거리를 통해 메노라와 슐찬 (빵상)을 과시하며, 승리를 기념했다. 이전까지만 하더라도, 앞의 언급한 물건들은 성전의 고위 사제들만 볼 수 있었다. 이 사건은 티투스 개선문에 기념되어 있다.
많은 이들이 지중해 주변 지역들로 달아났다. 3세기에 집필을 한 필로스트라토스에 따르면, 티투스는 이 승리가 그의 노력으로만으로 나온 것이 아닌, 그가 신의 분노에 대한 도구로서 단순히 수행한 것에 따른 것이라며, 승리의 화환을 받아들이는 걸 거부했다고 한다.

## 여파
예루살렘 함락 및 도심 및 성전이 파괴된 후에도, 헤로디움, 마키이로스, 마사다 등에 여전히 몇 개의 유대인 반군이 보유한 요새들이 있었다. 마사다가 유대 반군의 최후의 요새로서 남아있는 동안에, 헤로디움과 마카이로스 둘은 2년 내에 로마군에게 함락됐다. 요세푸스가 로마군의 입성에 앞서 거의 모든 유대인 방어자들이 대규모 자결을 했다고 주장함과 함께, 73년에 로마군은 마사다의 성벽을 돌파했고 요새를 점령했다. . 마사다 함락과 함께, 제1차 유대-로마 전쟁은 종료됐다.

## 기념

### 로마측
- 유다이아 캅타 주화: 유다이아 캅타 주화들은 로마 황제 베스파시아누스가 제1차 유대-로마 전쟁 기간인 서기 70년에 자신의 아들 티투스가 맡은 유대 점령 및 유대인들의 예루살렘 성전 파괴를 기념하기 위해 발행된 기념 주화들이다.[30]
- 평화의 신전: 서기 70년에, 베스파시아누스 포룸이라고도 알려진 평화의 신전이 로마 황제 베스파시아누스의 명령으로 로마에 지어졌다. 이 기념물은 예루살렘 정복을 기념하려 지어졌고 헤로드 신전에서 가져온 메노라가 있었다고 전해진다.[31]
- 플라비아누스 원형극장: 다른 한편 콜로세움이라고도 알려진 이 시설은 70년에서 80년에 지어졌다. 고고학 발굴에서 플라비아누스 원형극장의 건축물에 자금이 되었던 유대 전쟁을 나타내는 장부촉 구멍이 있는 트래버틴 한 조각을 찾아냈다.[32]
- 티투스 개선문: 서기 82년경, 로마 황제 도미티아누스는 비록 73년에 마사다를 함락할 때까지 완전한 승리를 거두지는 못했지만, 사실상 제1차 유대-로마 전쟁을 종료시킨 서기 70년의 예루살렘 함락 및 공방전을 기념하여 로마 사크라 가도에 티투스 개선문을 지었다.[33]

### 유대측
- 티샤 베아브

## 이해와 역사적 유산
유대교 학파 중 하나인 아모라임은 성전과 예루살렘의 파괴를 그 당시 유대인 사회에 만연했던 "이유없는" 증오에 대한 신의 처벌로 인한 것으로 여겼다. 절망에 빠진 많은 유대인들은 이교를 위해 유대교를 저버린 걸로 생각되며, 다른 많은 이들은 유대교내 증가하던 기독교 종파로 들어갔다.:196–198
예루살렘과 성전의 파괴는 기독교의 유대교적 뿌리로부터 기독교의 분리에 있어서 중요한 시점이었는데, 예수를 반성전주의자로서 묘사하고 성전의 파괴를 예수를 거부한 것에 대한 처벌로서 본 복음서에서 반영되었듯이, 많은 기독교인들은 유대교의 나머지들로부터 자신들을 분리하여 반응하였다.:30–31

## 예술

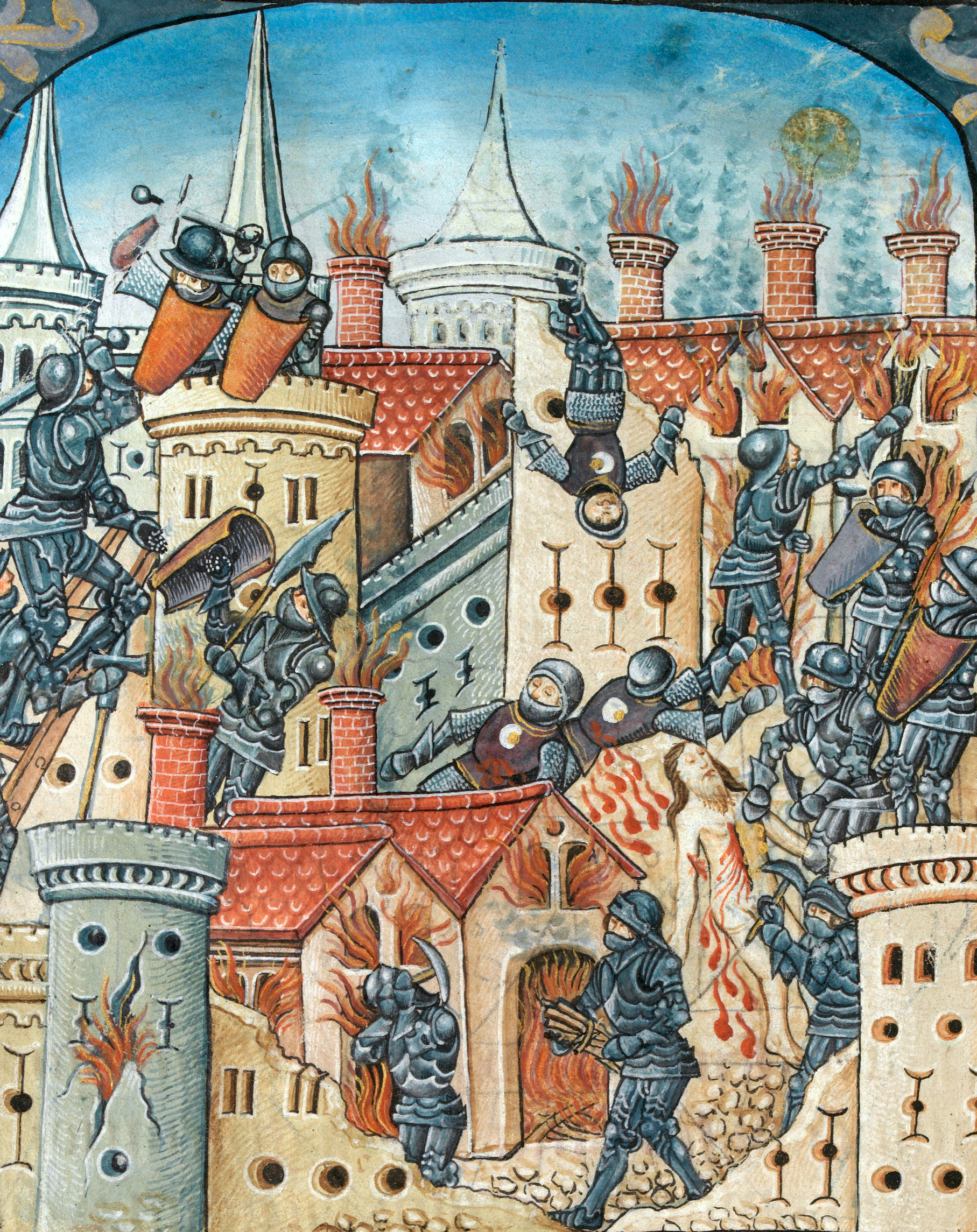
'예루살렘 공방전과 파괴', La Passion de Nostre Seigneur 1504년경 작품

유다이아의 전쟁, 특히 예루살렘 공방전과 파괴는 수 세기를 거쳐 작가들과 예술가들에게 영감을 주었다. 티투스 개선문의 박육조는 제2성전의 약탈에 대한 가장 극적인 상징으로서 메노라를 설치하는 데에 영향을 미쳤다.
- 예루살렘 공방전. 14세기 중세 영어 시이다.[35]
- 프랑크인의 관. 뒤쪽 면에 예루살렘 공장전이 묘사되어 있다.[36]
- 니콜라 푸생의 예루살렘 성전의 파괴 (1637년작). 147 × 198.5cm 크기의 캔버스에 그린 유화로, 빈 미술사 박물관에서 소장 중이다. 티투스가 지휘하는 로마군의 제2성전 파괴와 약탈을 묘사한다.[37]
- 빌헬름 폰 카울바흐의 티투스의 예루살렘 파괴 (1846년작). 585 × 705cm 크기 캔버스에 그린 유화로, 뮌헨 노이에 피나코테크에서 소장 중이다. 오른쪽에서 들어가는 티투스와 함께, 고위 성직자를 가운데에 두며, 예루살렘 파괴를 우화적으로 묘사한다.[38]
- 데이비드 로버츠의 70년, 티투스 명령하 로마군의 예루살렘 공방전과 파괴 (1850년작). 136 × 197cm 크기의 캔버스에 그린 유화로, 개인 컬렉션에 속해있다. 티투스 지휘하 로마군의 예루살렘 방화와 약탈을 묘사한다.[39]
- 프란체스코 아예츠의 예루살렘 성전의 파괴 (1867년작). 183 × 252cm 크기의 캔버스에 그린 유화로, 베네치아 아카데미아 미술관에서 소장 중이다. 로마군의 제2성전 파괴와 약탈을 묘사했다.[40]

## 같이 보기
- 얌니아 회의
- 피스쿠스 유다이쿠스
- 헤로데 신전
- 과거주의
- 로빈슨 아치
- 여부스 공방전
- 솔로몬 신전